# مابل لي هنت
مابل لي هنت (بالإنجليزية: Mabel Leigh Hunt)‏ هي كاتِبة وكاتبة للأطفال أمريكية، ولدت في 1 نوفمبر 1892، وتوفيت في 3 سبتمبر 1971.